# Autostrada M876
Autostrada M876 jest autostradą na terenie Szkocji. Droga ta biegnie od Denny do Airth w obszarze Falkirk, tworząc dojazd do mostu Kincardine Bridge, który był otwarty w 1980 r.
Droga ma 8 mil (13 km) długości. Zaczyna się zjazdem z autostrady M80 i obwodnicami miast Falkirk i Stenhousemuir. To jest jedna z dwóch autostrad w Wielkiej Brytanii, która przebiega wspólnym odcinkiem z inną autostradą (drugą jest M62 która łączy się z M60, orbitalną autostradą Manchesteru), M9 którą później znów opuszcza i kontynuuje przez 1 milę przed zakończeniem na drodze nr A876.
Istniejący most Kincardine Bridge jest w tej chwili uzupełniany drugim mostem dla ruchu  przez Alloę, ma być otwarty w 2008 roku; jako część prac, są plany na wydłużenie autostrady od bieżącego zakończenia do połączenia z nowym Upper Forth Crossing.